# Condado de Grant (Kansas)
O Condado de Grant é um dos 105 condados do estado americano de Kansas. A sede do condado é Ulysses, e sua maior cidade é Ulysses. O condado possui uma área de 1 489 km² (dos quais 0 km² estão cobertos por água), uma população de 7 909 habitantes, e uma densidade populacional de 5 hab/km² (segundo o censo nacional de 2000). O condado foi fundado em 20 de março de 1873.